# NGC 5590
NGC 5580 = NGC 5590 ist eine 12,3 mag helle Linsenförmige Galaxie vom Hubble-Typ S0 im Sternbild Bärenhüter am Nordsternhimmel. Sie ist schätzungsweise 147 Millionen Lichtjahre von der Milchstraße entfernt und hat einen Durchmesser von etwa 95.000 Lichtjahren.

Im selben Himmelsareal befinden sich u. a. die Galaxien NGC 5568, NGC 5579, NGC 5588, PGC 51285.
Das Objekt wurde zusammen mit NGC 5589 bei einer Beobachtung am 1. Mai 1785 von Wilhelm Herschel mit einem 18,7-Zoll-Spiegelteleskop entdeckt, der sie dabei mit „Two. Both vF, S, distance 6′ or 7′“ beschrieb (NGC 5590). John Herschel beobachtete sie zweimal; am 9. Mai 1826 bestätigte er die Entdeckung seines Vaters, die Observation am 27. April 1827 führte mit leicht abweichenden Positionsdaten zum zweiten Katalogeintrag unter NGC 5580.